# WR 42e
WR 42e (2MASS J11144550-115001) — звезда Вольфа — Райе в области звездообразования NGC 3603 в созвездии Киля. Находится на расстоянии около 25 000 световых лет (7600 пк) от Солнца. WR 42e является одной из самых массивных и самых мощных известных звёзд. 
WR 42e была впервые занесена в каталог в 2004 году с номером 954 как объект из NGC 3603. У данной звезды было отмечено рентгеновское излучение, а также излучение Hα. В подробном исследовании, результаты которого опубликованы в 2012 году, показано, что звезда, имеющая красный цвет вследствие поглощения и покраснения света (около 6,4 звёздных величин в видимом диапазоне спектра), является в действительности горячей голубой звездой Вольфа-Райе; звезда получила название WR 42e В результате последующих изменений в системе именования новых звёзд Вольфа-Райе данной звезде было также присвоено название WR 42-1.
WR 42e располагается в 2,7 угловых минут от массивного рассеянного скопления HD 97950 в центре NGC 3603, что соответствует линейному расстоянию в 6 пк и помещает звезду вне компактного ядра скопления, в котором также были обнаружены массивные звёзды высокой светимости. Существует мнение о том, что WR 42e была выброшена из скопления при взаимодействии трёх звёзд, в результате которого две звезды слились в одну и оба получившихся объекта были выброшены из скопления.